# Камакан (микрорегион)

Камакан на карте.

Камакан (порт. Microrregião de Camaquã) — микрорегион в Бразилии, входит в штат Риу-Гранди-ду-Сул. Составная часть мезорегиона Агломерация Порту-Алегри. 
Население составляет 	130 448	 человек (на 2010 год). Площадь — 	5 917,197	 км². Плотность населения — 	22,05	 чел./км².

## Демография
Согласно сведениям, собранным в ходе переписи 2010 г. Национальным институтом географии и статистики (IBGE), население микрорегиона составляет:						
| Полное население                             | Полное население                             | Полное население                             | Полное население                             | 130 448 |
| -------------------------------------------- | -------------------------------------------- | -------------------------------------------- | -------------------------------------------- | ------- |
| в том числе:                                 | Городское население                          | 83 411                                       | Процент городского населения, %              | 63,94   |
|                                              | Сельское население                           | 47 037                                       | Процент сельского населения, %               | 36,06   |
|                                              | Мужское население                            | 65 196                                       | Процент мужского населения, %                | 49,98   |
|                                              | Женское население                            | 65 252                                       | Процент женского населения, %                | 50,02   |
| Плотность населения, чел/км²                 | Плотность населения, чел/км²                 | Плотность населения, чел/км²                 | Плотность населения, чел/км²                 | 22,05   |
| Население микрорегиона в % к населению штата | Население микрорегиона в % к населению штата | Население микрорегиона в % к населению штата | Население микрорегиона в % к населению штата | 1,22    |

## Статистика
- Валовой внутренний продукт на 2003 составляет 1 208 611 510,00 реалов (данные: Бразильский институт географии и статистики).
- Валовой внутренний продукт на душу населения на 2003 составляет 9404,93 реалов (данные: Бразильский институт географии и статистики).
- Индекс развития человеческого потенциала на 2000 составляет 0,765 (данные: Программа развития ООН).

## Состав микрорегиона
В составе микрорегиона включены следующие муниципалитеты:
1. Арамбаре
2. Барра-ду-Рибейру
3. Камакан
4. Серру-Гранди-ду-Сул
5. Шувиска
6. Дон-Фелисиану
7. Сентинела-ду-Сул
8. Тапис